# Denison (Iowa)
Denison é uma cidade localizada no estado americano de Iowa, no Condado de Crawford.

## Demografia
Segundo o censo americano de 2010, a sua população era de 8298 habitantes.

## Geografia
De acordo com o United States Census Bureau tem uma área de
16,1 km², dos quais 16,0 km² cobertos por terra e 0,1 km² cobertos por água. Denison localiza-se a aproximadamente 369 m acima do nível do mar.

## Pessoas relacionadas com Denison
- Clarence Chamberlin (1893–1976) - pioneiro da aviação
- James Perry Conner (1851–1924) - membro da Câmara dos Representantes dos Estados Unidos (1900–1909)
- Jim Garrison (1921–1992) - pocurador público de Nova Orleães (1962–1973)
- James Hansen (* 1941) - climatologista
- Freeman Knowles (1846–1910) -  membro da Câmara dos Representantes dos Estados Unido (1897–1899)
- Hans F. Koenekamp (1891–1992) - artista de efeitos especiais
- Donna Reed (1921–1986) - atriz
- L. M. Shaw (1848–1932) - governador do Iowa (1898–1902) e ministro das finanças dos EUA (1902–1907)

## Localidades na vizinhança
O diagrama seguinte representa as localidades num raio de 16 km ao redor de Denison.